# Rob Evans
Matthew Robert Evans (Haverfordwest, 14 aprile 1992) è un rugbista a 15 britannico, internazionale per il Galles, che gioca come pilone negli Scarlets in Pro14.

## Biografia
Evans iniziò a giocare a rugby nel Haverfordwest RFC, squadra della sua città natale. Nel 2010 entrò a far parte dell'accademia giovanile della franchigia gallese degli Scarlets ed, in contemporanea, debuttò nella Welsh Premier Division con i Carmarthen Quins, club nel quale giocò quattro stagioni. Nella stagione 2012-13 esordì con la maglia degli Scarlets contro i Sale Sharks in una partita di Coppa Anglo-Gallese, che rimase l'unica giocata per la franchigia durante quell'annata. Successivamente le sue presenze in prima squadra aumentarono, fino ad arrivare a giocare da titolare la finale del Pro12 2016-2017 vinta contro il Munster. L'anno seguente raggiunse, sempre con gli Scarlets, la semifinale di European Champions Cup e la finale del Pro14, torneo nel quale si distinse particolarmente venendo inserito nel miglior XV della stagione.
A livello internazionale, Evans rappresentò il Galles Under-20 nelle edizioni 2011 e 2012 del Sei Nazioni di categoria; con la nazionale giovanile giocò anche il Campionato mondiale giovanile di rugby 2012. Nel 2013 ricevette la sua prima chiamata nel Galles, il commissario tecnico Warren Gatland lo convocò, infatti, per la sessione di amichevoli autunnali in sostituzione dell'infortunato Paul James, ma non scese mai in campo. Il suo esordio internazionale avvenne nella penultima giornata del Sei Nazioni 2015 contro l'Irlanda. Nonostante avesse disputato anche l'ultima partita del torneo contro l'Italia e l'incontro di preparazione contro l'Irlanda, non fu selezionato per partecipare alla Coppa del Mondo di rugby 2015. Nel 2016 giocò da titolare tutto il Sei Nazioni e fu poi convocato anche per il tour estivo in Nuova Zelanda. La stagione internazionale del 2017 lo vide in campo nel Sei Nazioni e nei test-match autunnali, mentre nel 2018 mancò un'unica partita tra quelle disputate dalla sua nazionale durante l'anno. Fece parte del Galles vincitore del Grande Slam nel Sei Nazioni 2019, torneo nel quale saltò solo la sfida con l'Italia.

## Palmarès
- Sei Nazioni: 1
Galles: 2019
- Pro12: 1
Scarlets: 2016-17